# Breakout
Breakout је други студијски албум америчке певачице Мајли Сајрус, који је изашао 22. јула 2008. од стране Hollywood Records. То је њен први албум који није повезан са серијом Хана Монтана, у којој Мајли Сајрус представља главног лика, Хану Монтану. Она је кантауторка тринаест песама, неколико њих где је имала асистенцију Антонине Арманто и Тима Џејмса. Већина песама је компонована док је путовала са својом предводећом турнејом Best of Both Worlds Tour (2007—2008). Целокупно, Breakout је поп рок али садржи и варијанте других музичких жанрова. Теме текстова означавају раскиде и одрастање.
Албум је примио углавном добре критике, док неки сматрају да није много другачије од Хана Монтана франшизе. Албум представља комерцијални успех и довео је Мајли Сајрус до првог места у још неколико држава. Нашао се на врху Билбордове листе 200 албума, продавши 370.000 копија током прве седмице након изласка. То је Мајлин тречи албум заредом да уради исто, и постао је платинумски у Америчком удружењу дискографских кућа. Breakout је продао 1,5 милиона копија у САД.